# Familia Egas

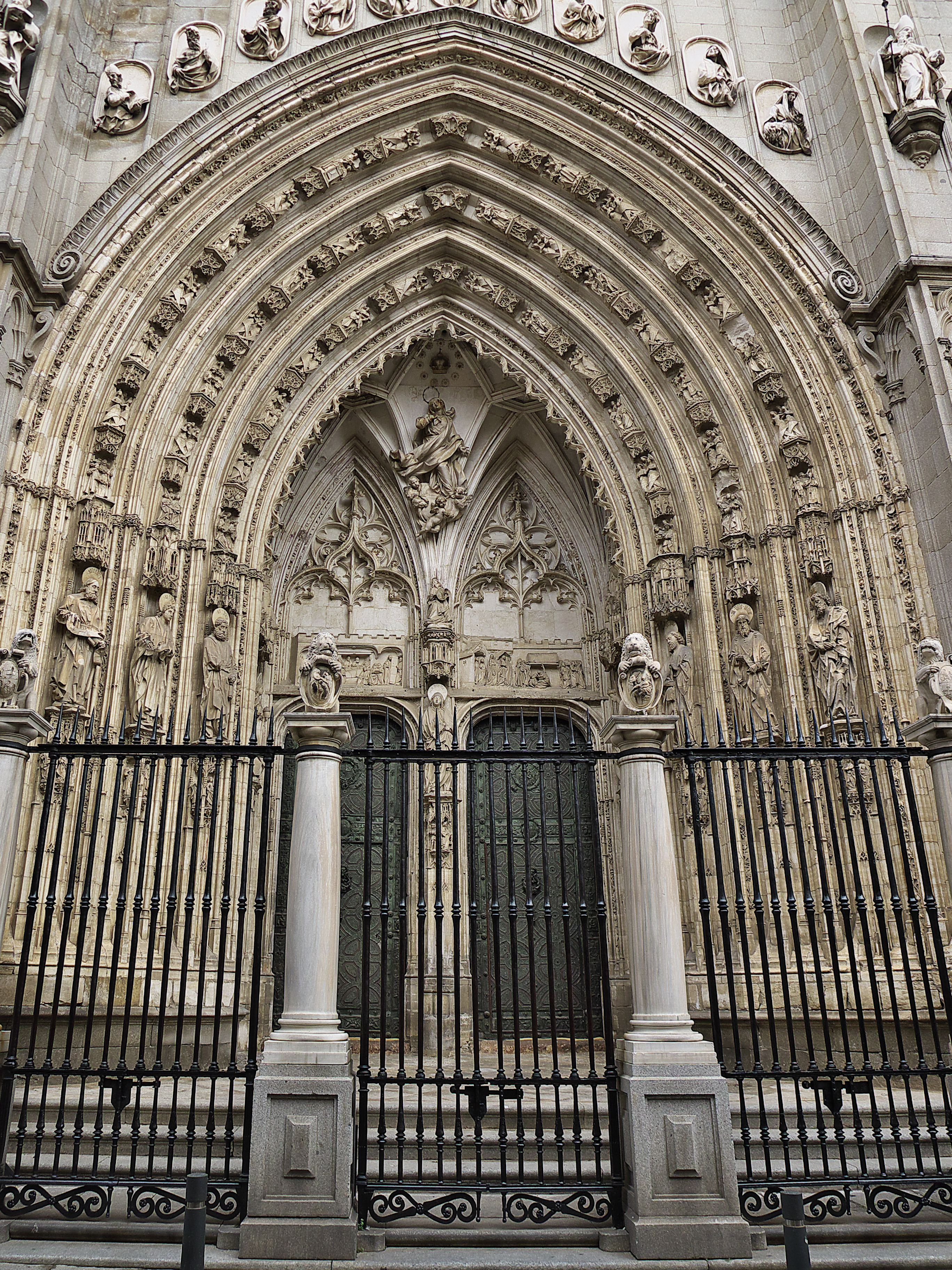
Puerta de los leones de la catedral de Toledo.

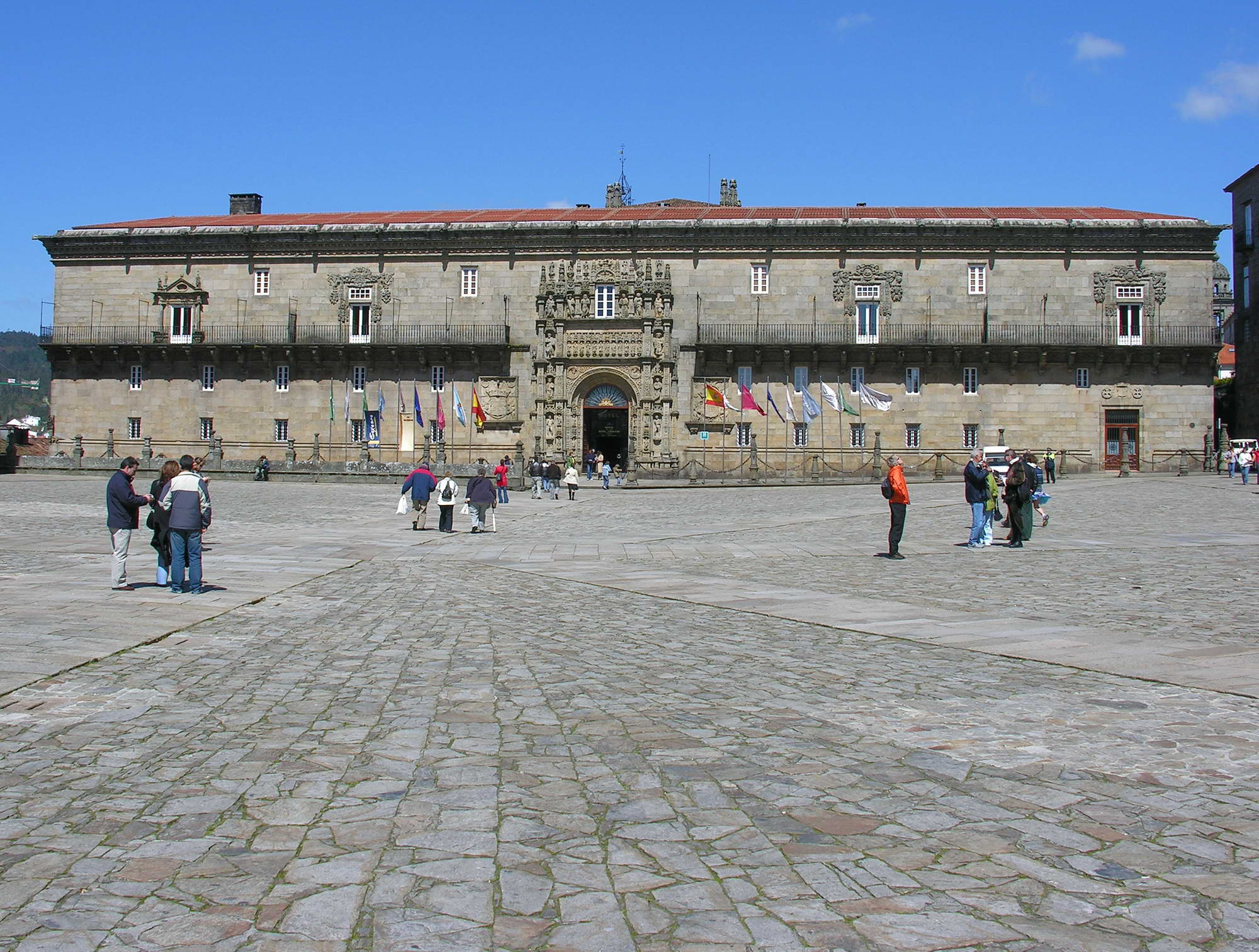
Hospital de los Reyes Católicos de Santiago.

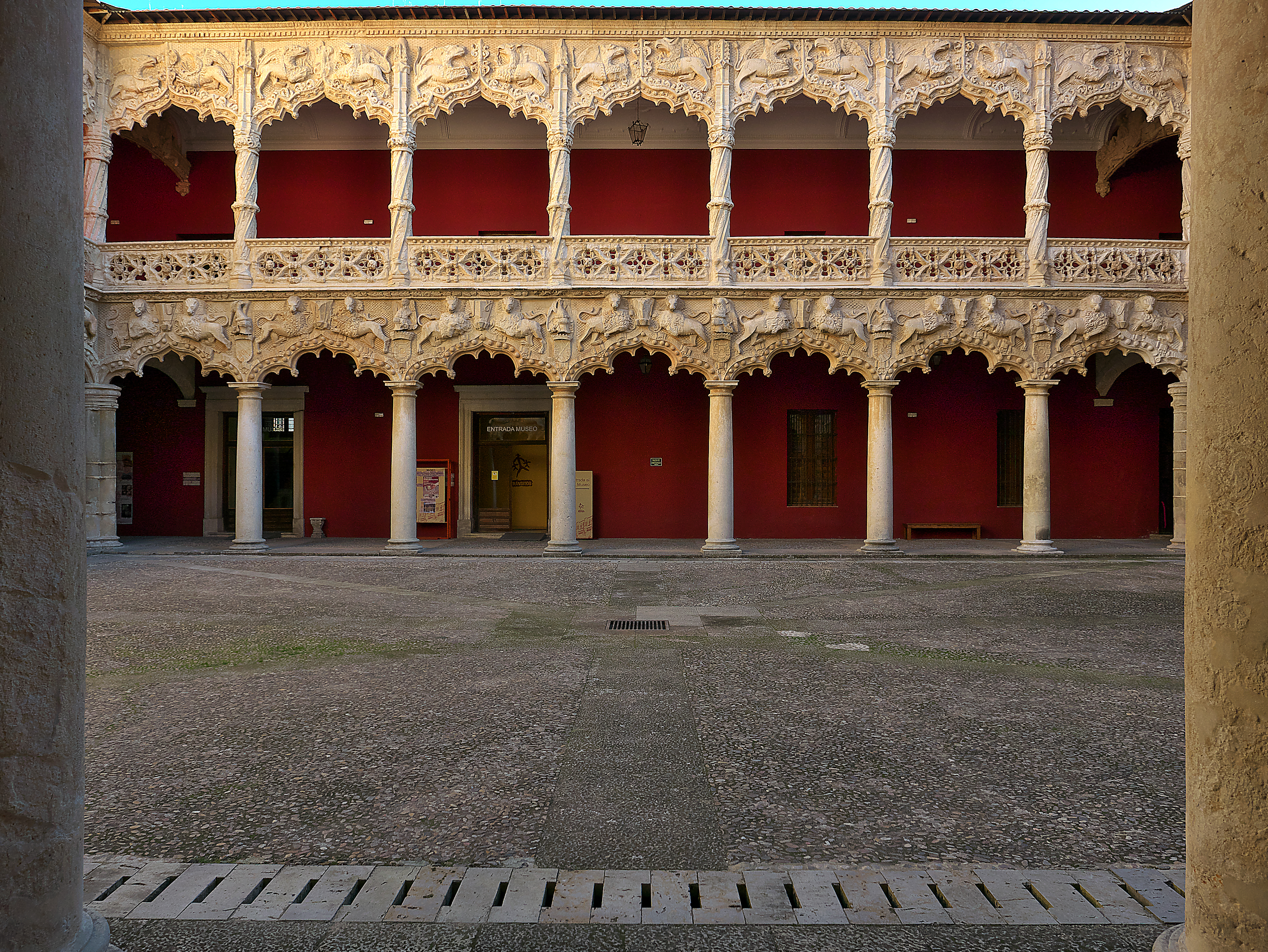
Patio del Palacio del Infantado

La familia Egas (castellanización del apellido Eyck) o Cueman (castellanización del apellido Koeman o 'Koemann') fue un grupo de arquitectos y escultores hispanoflamencos.
Los hermanos Hanequin de Bruselas (castellanización dudosa, de Hanneken o de Jan van der Eycken), Antón Martínez de Bruselas y Egas Cueman, procedentes de Bruselas, introdujeron en la Corona de Castilla de mediados del siglo XV las formas arquitectónicas del gótico flamígero propias de Centroeuropa, en un momento en que en el centro de la meseta castellana se estaban realizando importantes programas artísticos en las catedrales de Toledo, Cuenca, Ávila, Segovia y Sigüenza y en otros edificios religiosos y civiles. Se identifican las funciones iniciales de Hanequin como de arquitecto, las de Antón Martínez como aparejador "de las canteras" y las de Egas Cueman como escultor; con tales condiciones habrían sido reclutados en 1440 por el obispo de Toledo Juan de Cerezuela para la ejecución de la capilla funeraria del Condestable Álvaro de Luna, su hermano y valido del rey.
Hanequin de Bruselas y Egas Cueman trabajaron juntos en obras repartidas por una amplia zona del centro de Castilla: la puerta de los leones de la catedral de Toledo, la sillería del coro de la catedral de Cuenca y la capilla del castillo de Calatrava la Vieja.
La puerta de los leones fue una obra clave para la configuración en torno a los Egas de un notable grupo de artistas internacionales. Junto a ellos trabajaron Juan Alemán, Francisco de las Cuevas y el cantero bretón Pedro Guas (escrito Guas, Goas, Gwaz o Was) y su hijo Juan Guas, que habían venido a Castilla con los Egas y con Alfonso, cuñado de Pedro. Otros canteros formados en el grupo fueron Gonzalo Polido y Pedro Polido; que acompañó a Antón Martínez a Segovia, donde éste se avecindó. En 1484 Juan Guas es nombrado maestro mayor de obras de la catedral toledana, y junto con Egas Cueman y Martín Sánchez Bonifacio trabajó en el trascoro (1483-1485).

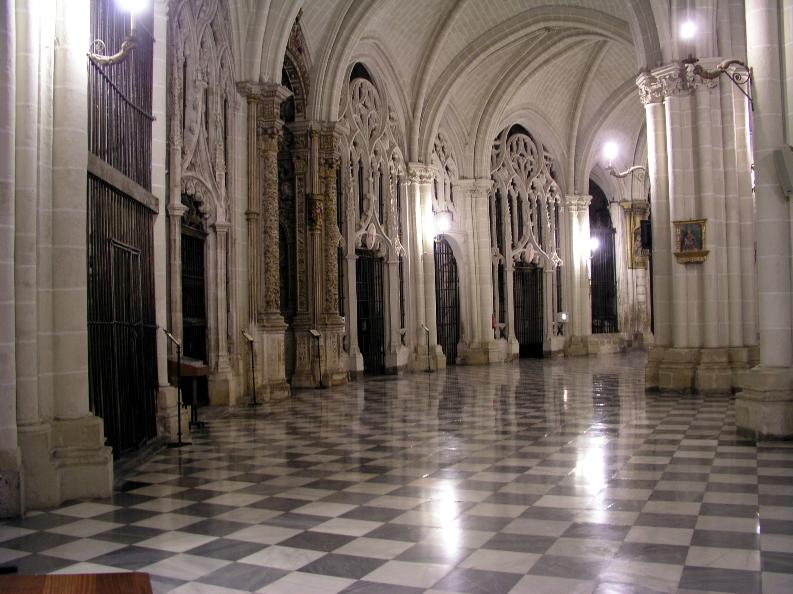
Girola de la catedral de Toledo, donde se abre la Capilla del Condestable o de Santiago.
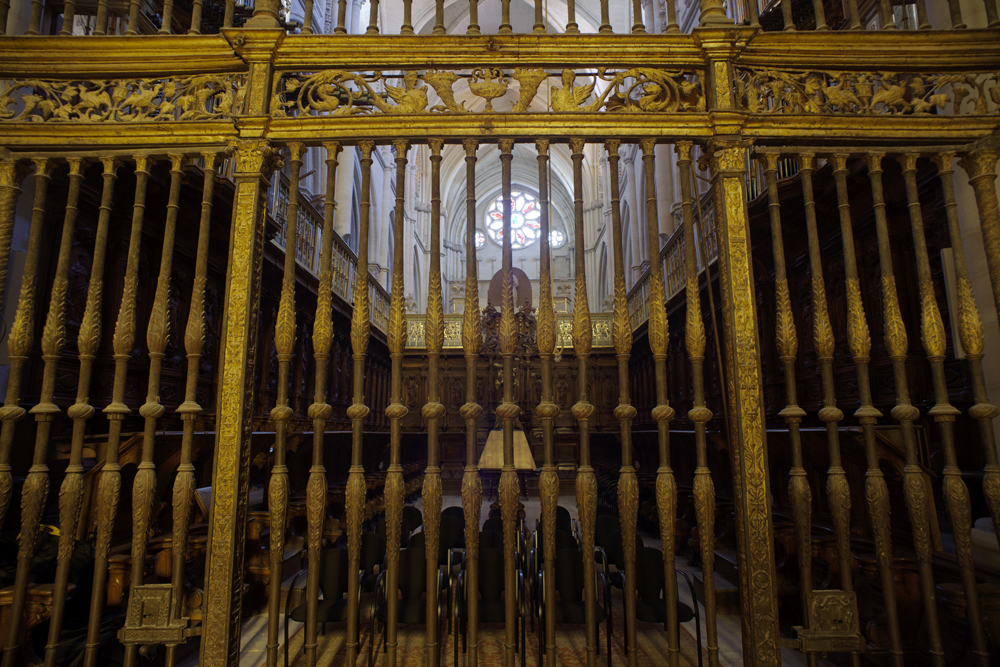
Coro de la catedral de Cuenca en la actualidad. La sillería original se trasladó a la colegiata de San Bartolomé de Belmonte en el siglo XVIII.
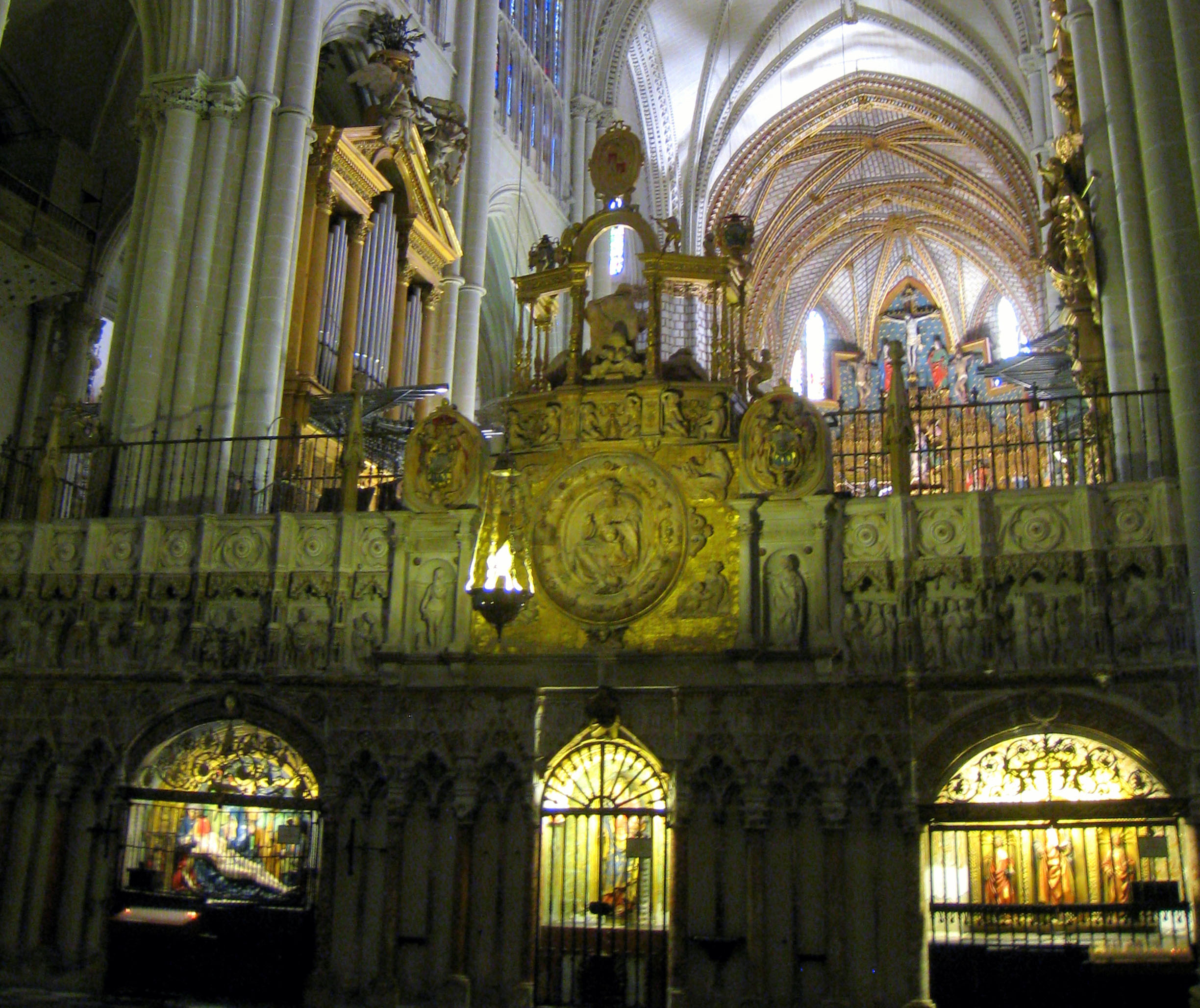
Trascoro de la catedral de Toledo.

Hijos de Hanequin de Bruselas fueron Martín y Hanequin de Cuéllar (no nacido en Cuéllar, sino afincado en esa ciudad desde que el padre comenzara a trabajar en el castillo de los Beltrán de la Cueva). Padre e hijo trabajaron juntos en distintas obras, tanto en Cuéllar (panteón del monasterio de San Francisco, 1476, terminado por los Gil de Hontañón) como en otros lugares de Castilla (basílica de la Asunción de Colmenar Viejo).

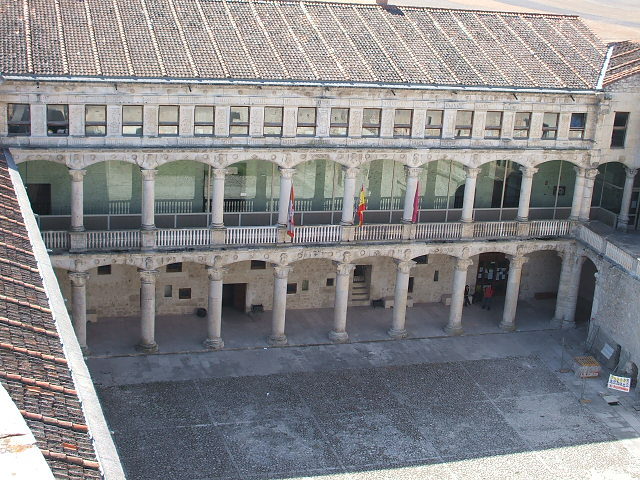
Patio del castillo de Cuéllar
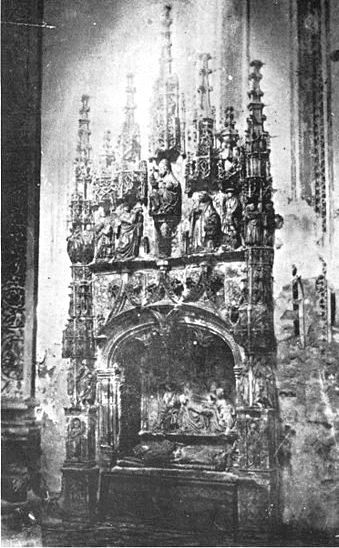
Sepulcro de Gutierre de la Cueva en el Monasterio de San Francisco de Cuellar. Traza de Hanequin de Cuéllar y esculturas atribuidas a Vasco de Zarza.
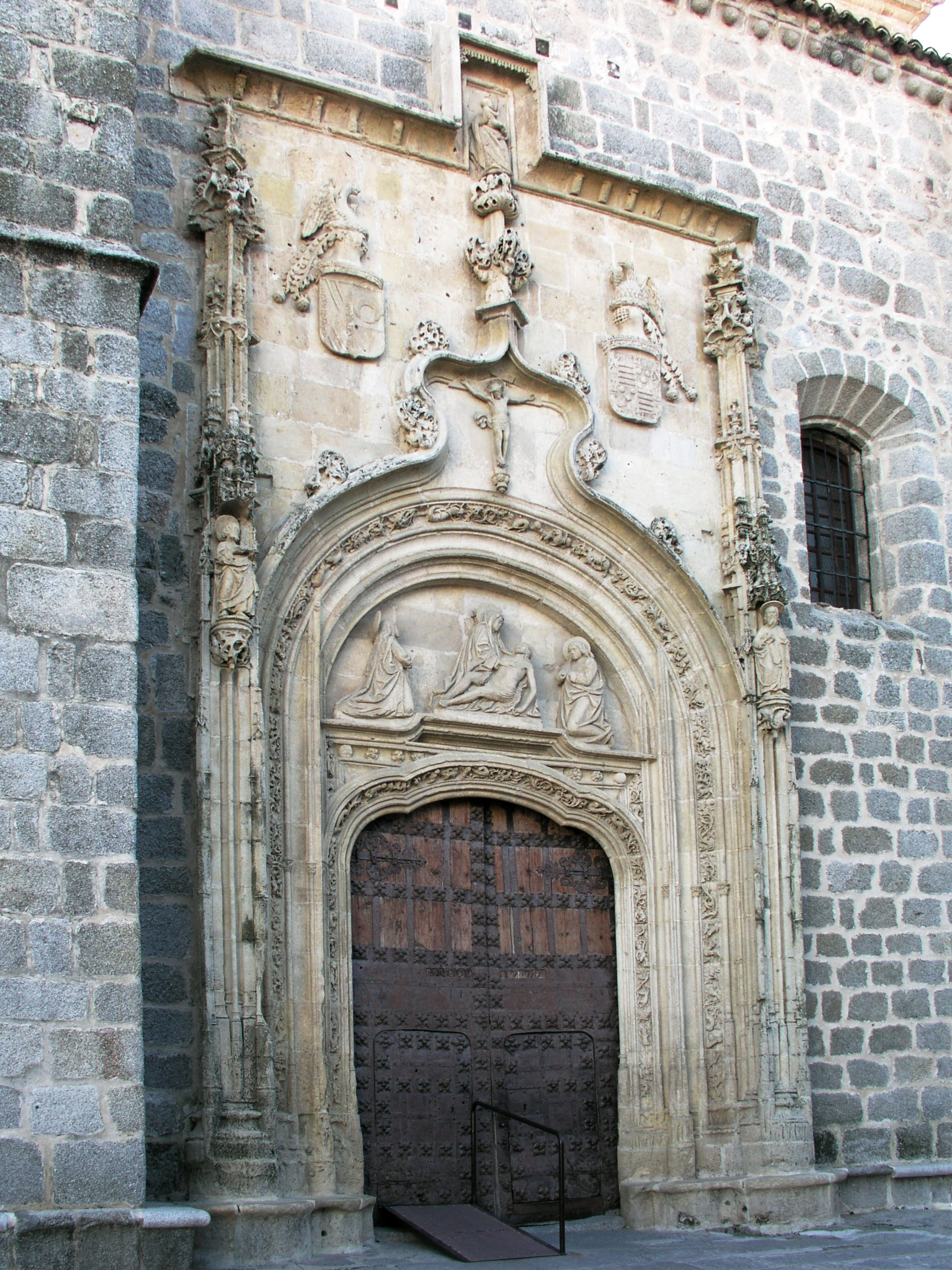
Portada de la Basílica de la Asunción de Colmenar Viejo.

Hijos de Egas Cueman y Mari Gutiérrez fueron Margarita e Isabel Gutiérrez, Antón Egas y Enrique Egas (las hijas mantuvieron el apellido materno, y los hijos varones, el paterno). Artistas pertenecientes a su círculo de influencia, con los que trabajaron conjuntamente en muchas ocasiones, fueron Juan Guas, Sebastián de Almonacid y Alonso de Covarrubias; estos dos últimos naturales de Torrijos, localidad donde se establecieron los Egas y donde trabajaron en la Colegiata promovida por Teresa Enríquez desde la muerte de su marido en 1503. Alonso de Covarrubias casó con una sobrina o nieta de Antón (María Gutiérrez de Egas, hija de Miguel Sánchez y una Margarita Gutiérrez que, de ser la hija de Egas Cueman y Mari Gutiérrez, hace a esta María nieta no de Antón, sino de Egas Cueman, y sobrina tanto de Antón como de Enrique). Se ha llegado a denominar "grupo Torrijos" a este grupo de artistas, claves en el primer renacimiento español.
Los hermanos Enrique y Antón realizaron muchas obras juntos (hospitales de los Reyes Católicos en Santiago, Real de Granada y de Santa Cruz en Toledo). Aunque el estilo y personalidad de Enrique era más original, y el de Antón más arcaizante, es difícil afirmar cuales son las obras que trazara Antón en solitario. Se le da como el autor de la Colegiata de Torrijos, así como del palacio que los señores de Maqueda mandaron construir para su hijo sobre el antiguo palacio de Pedro I, actual ayuntamiento.
Hijos de Enrique Egas fueron el capellán Egas de Acevedo, el escultor Diego Egas (Capilla de los Reyes Nuevos de Toledo, 1513), el pintor Pedro Egas (con obra en la misma catedral, 1537-1545) y el también arquitecto Enrique Egas (hijo), que colaboró con Covarrubias.

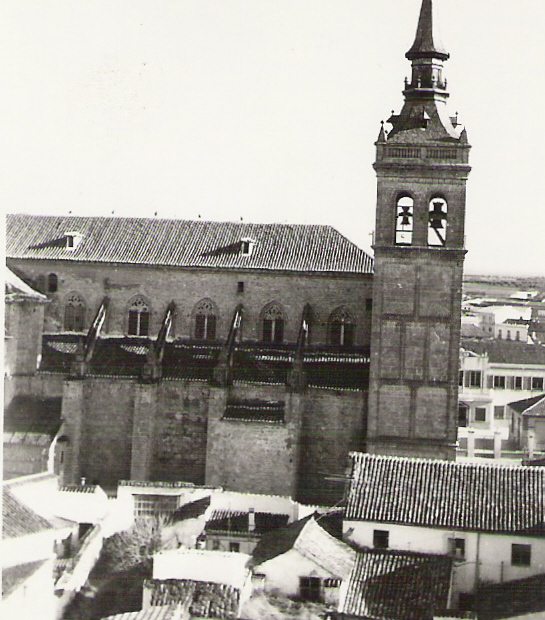
Colegiata de Torrijos.
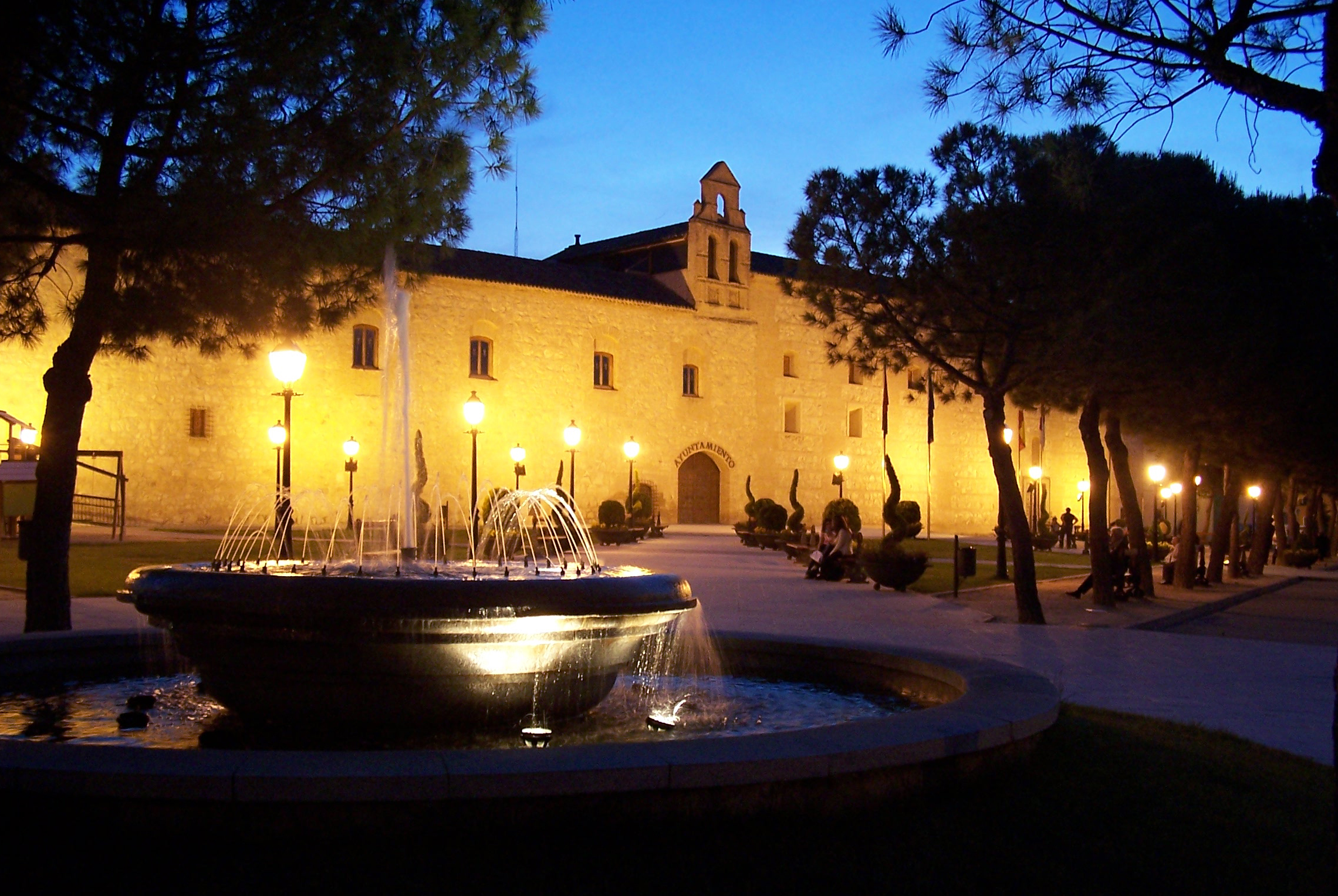
Palacio de los señores de Maqueda (actual ayuntamiento), Torrijos.
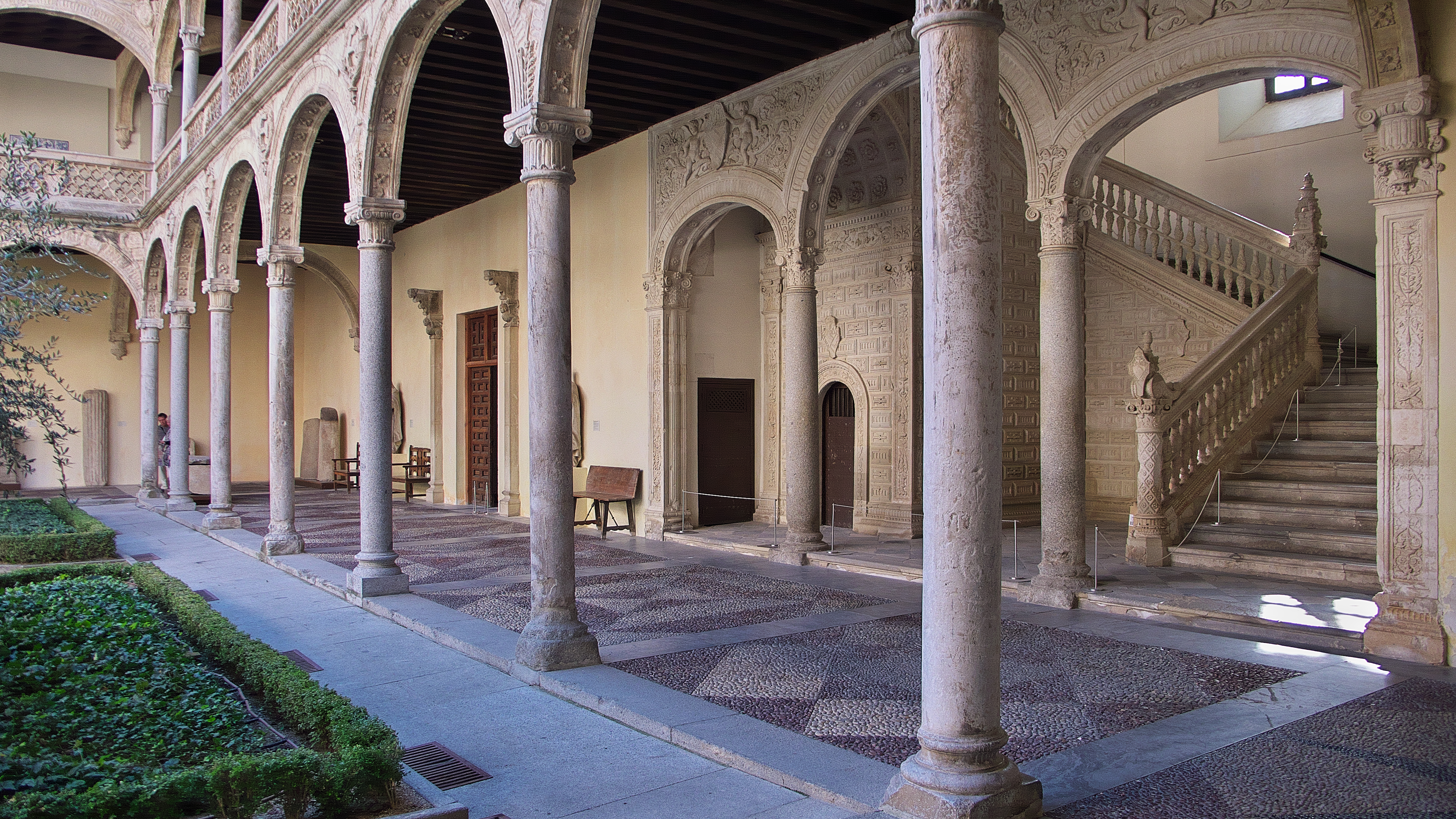
Interior del Hospital de Santa Cruz (Toledo).
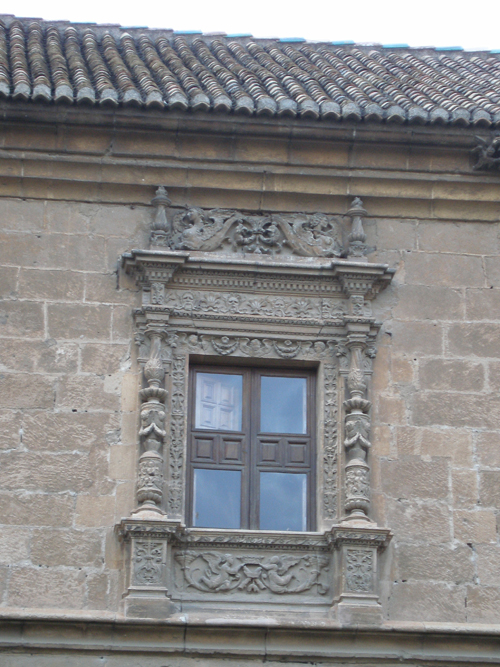
Ventana del Hospital Real, Granada.
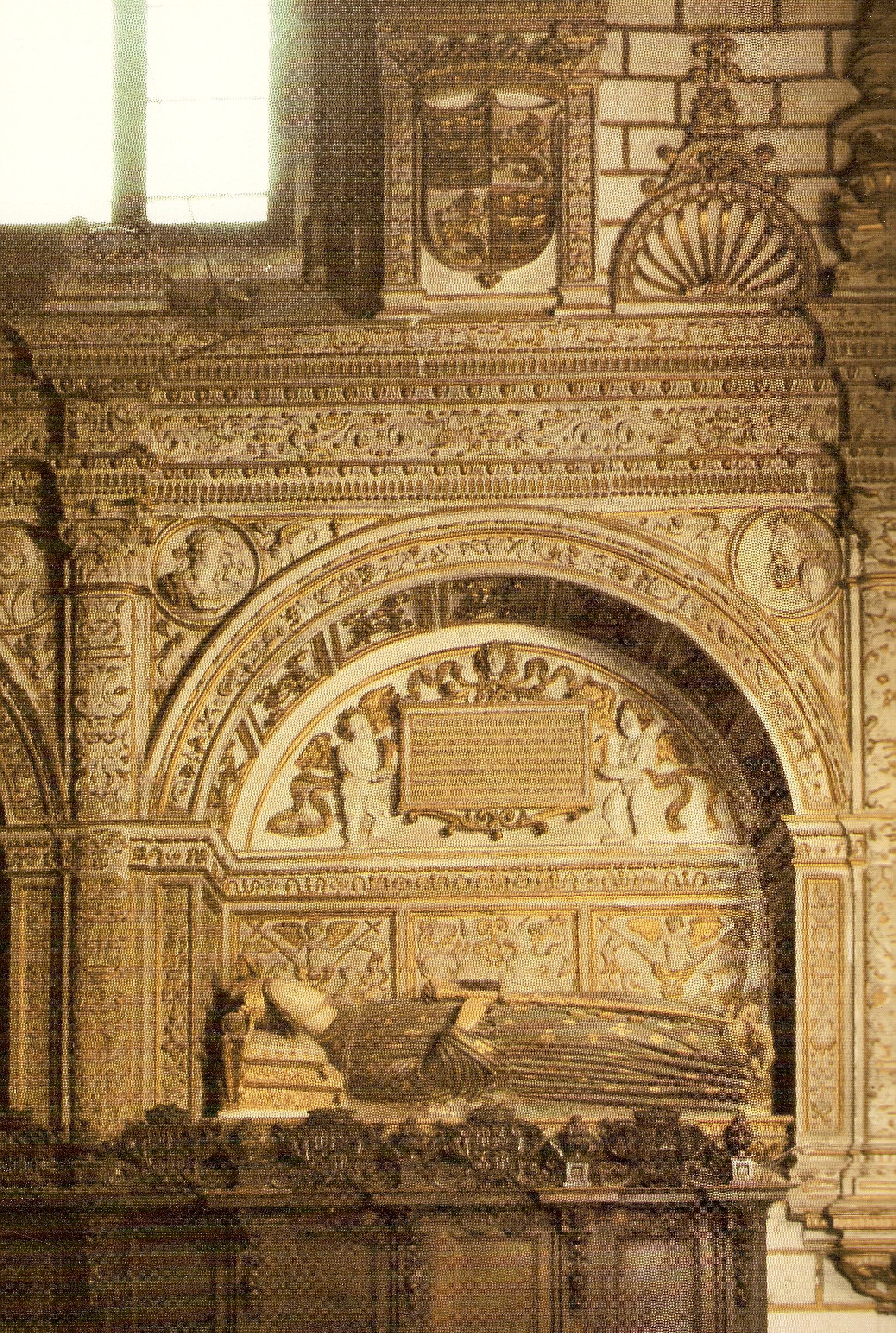
Sepulcro de Enrique "el Doliente" en la Capilla de los Reyes Nuevos, Toledo.
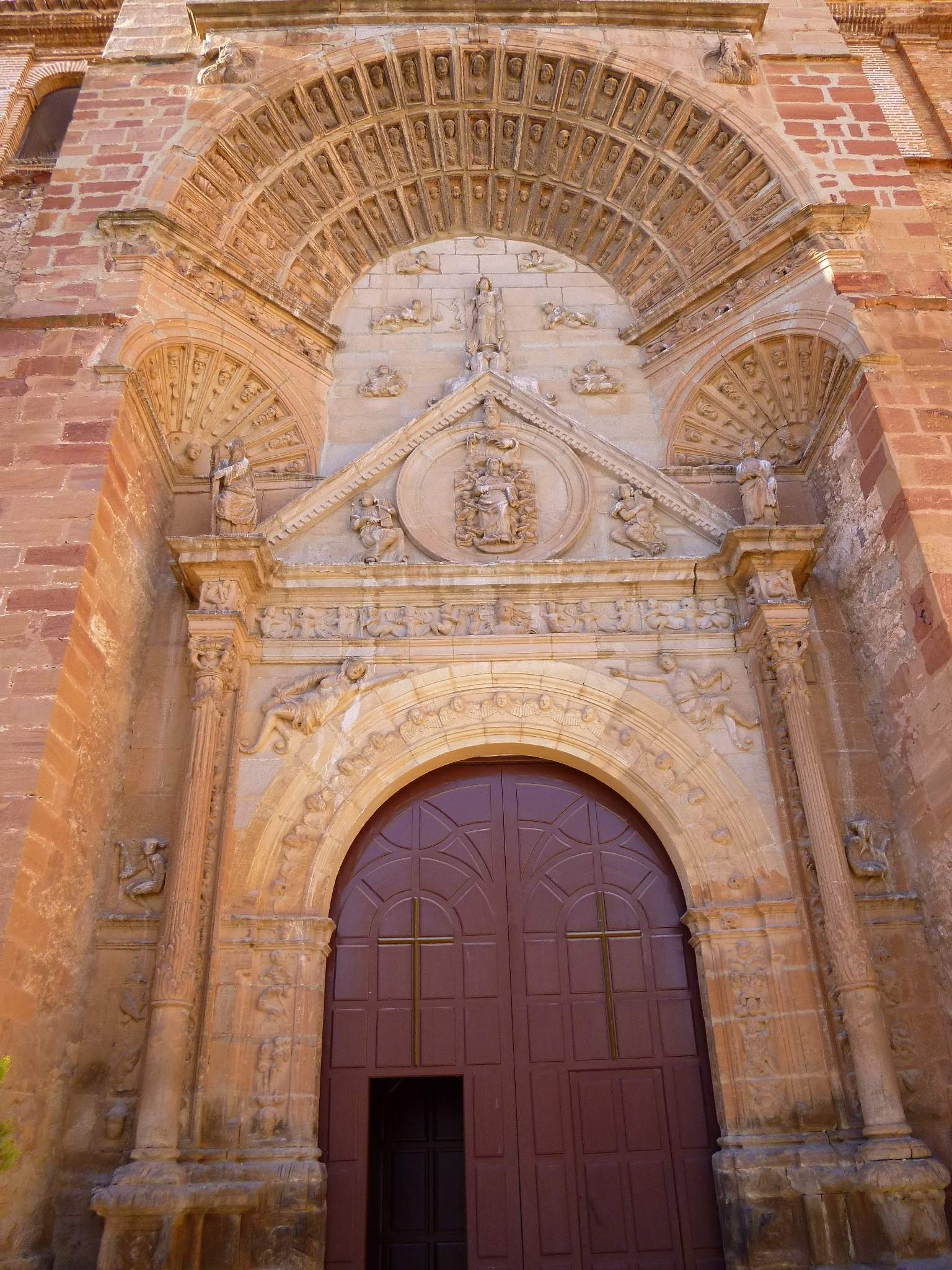
Portada plateresca de la Iglesia de Nuestra Señora de la Asunción de Manzanares.